# Скубенко Володимир Петрович
Скубе́нко Володи́мир Петро́вич (нар. 15 березня 1958 с. Ровдіно, Архангельська область, Росія) — доктор економічних наук (2002). директор Інституту проблем управління і фінансових ризиків; завідувач кафедри Донецького державного університету управління; голова Донецької обласної організації партії ВО «Батьківщина» (2005–2010).

## Біографія
Народився 15 березня 1958 (с. Ровдіно, Архангельська область, Росія).
Освіта: Донецький політехнічний інститут (1984), гірничий інженер.
- З 1984 — гірничий майстер шахти.
- 1986–1990 — інструктор райкому КПУ, заступник завідувача промислово-транспортного відділу Донецького міськкому КПУ.
- З 1990 — комерційний директор, з 1995 — голова правління, з 1999 — президент АТВТ «Радон».

Академік АЕНУ.
Член Ради підприємців України при КМ України (вересень 1997 — листопад 2002).
Депутат Донецької облради (2002–2006).
Орден «Святий Князь Володимир» IV ст. (серпень 1999, УПЦ МП). «За заслуги» III ст. (жовтень 1999). Почесна грамота КМ України. Знак «Шахтарська слава» III ст.
Заслужений економіст України (2011).
У 2009 році обраний Головою Національної комісії з радіаційного захисту населення України Верховної Ради України.

### Депутатська діяльність
10 серпня 2012 року у другому читанні проголосував за Закон України «Про засади державної мовної політики», який суперечить Конституції України, не має фінансово-економічного обґрунтування і спрямований на знищення української мови. Закон було прийнято із порушеннями регламенту.
Народний депутат України 6-го скликання з 23 листопада 2007 до 12 грудня 2012 від Блоку Юлії Тимошенко, № 121 в списку. На час виборів: тимчасово не працював, член ВО «Батьківщина». Член фракції «Блок Юлії Тимошенко» (листопад 2007 — вересень 2010), член фракції Партії регіонів (з квітня 2011). Член Комітету з питань екологічної політики, природокористування та ліквідації наслідків Чорнобильської катастрофи (з грудня 2007), голова підкомітету з питань техногенної та радіаційної безпеки і надзвичайних ситуацій (з січня 2008).
Народний депутат України 5-го скликання з 25 травня 2006 до 15 червня 2007 від Блоку Юлії Тимошенко, № 104 в списку. На час виборів: директор Інституту проблем управління і фінансових ризиків, член ВО «Батьківщина». Член Комітету з питань екологічної політики, природокористування та ліквідації наслідків Чорнобильської катастрофи (з липня 2006), голова підкомітету з питань техногенної та радіаційної безпеки і надзвичайних ситуацій, член фракції «Блоку Юлії Тимошенко» (з травня 2006). Склав депутатські повноваження 15 червня 2007.
Березень 1998 — кандидат в народні депутати України, виборчий округ № 47, Донецька область. Зняв кандидатуру. На час виборів: голова правління ЗАТ «Радон», член ПП. 
Березень 1998 — кандидат в народні депутати України від виборчого блоку «Партія праці та Ліберальна партія — разом!», № 7 в списку.